# Carry Out
„Carry Out” − hip-hopowa kompozycja autorstwa Jima Beanza, Timothy’ego Mosleya, Justina Timberlake’a i Timothy’ego Claytona, zrealizowana na trzeci studyjny album amerykańskiego artysty hip-hopowego Timbalanda zatytułowany Timbaland Presents Shock Value II (2009). Utwór wydano jako trzeci singel promujący ową płytę w Stanach Zjednoczonych. Został on nagrany we współpracy z wokalistą R&B Justinem Timberlake'm.
Timbaland wyznał, że jest to jego ulubiona piosenka z albumu Shock Value II.

## Teledysk
Wideoklip do utworu „Carry Out” zrealizowano 5 listopada 2009 roku, jego premiera odbyła się 18 lutego 2010. Prócz Timbalanda i Justina, w klipie występuje też brat Timbalanda, Sebastian.

## Listy utworów i formaty singla
Main mixes
1. „Carry Out (Main)” – 3:53
2. „Carry Out (Acapella)” – 3:50
3. „Carry Out (Instrumental)” – 3:55

Remixes
1. „Carry Out (Black Dada Remix)” – 3:56
2. „Carry Out (Twista Remix)” – 3:46
3. „Carry Out (Full Tilt Remix)” – 4:41

## Pozycje na listach przebojów
| Notowanie (2009/2010)  | Najwyższa pozycja |
| ---------------------- | ----------------- |
| Canadian Hot 100       | 11                |
| UK R&B Singles Chart   | 33                |
| U.S. Billboard Hot 100 | 11                |